# Zoran Bojović
Zoran Bojović (Servisch: Зоран Бојовић) (Ivangrad, 20 november 1956) is een Montenegrijnse ex-profvoetballer. Hij speelde in 1983 twee interlands voor het toenmalige Joegoslavië. In drie seizoenen in de Belgische eerste klasse speelde hij 89 wedstrijden waarin hij 13 keer scoorde. Hij werd in het seizoen 1985-86 uitgeroepen tot beste speler van Cercle Brugge. Hij trainde de nationale U17 van UR Namur, maar nam op 21 april 2009 ontslag uit die functie.
Zijn zoon Petar Bojović werd ook betaald voetballer.

## Spelerscarrière
- Ivangrad
- Priboj
- Radnicki Niš
- Cercle Brugge
- Standard Luik
- FC Mulhouse
- Saint-Louis Storm (USA)
- UR Namur
- UW Ciney